# Inukai Tsuyoshi

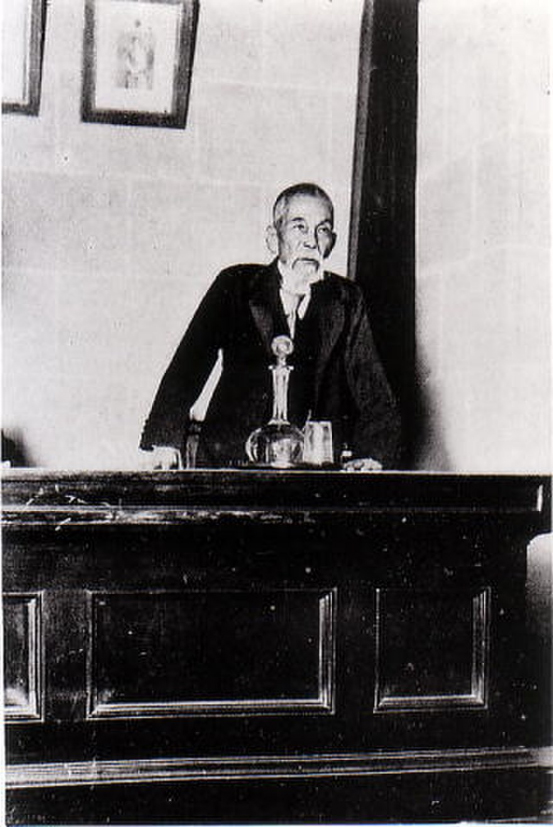
Tsuyoshi Inukai Primo ministro.

Inukai Tsuyoshi (犬養 毅?; Okayama, 20 aprile 1855 – Tokyo, 15 maggio 1932) è stato un politico giapponese.